# St. Koloman (Sankt Koloman)

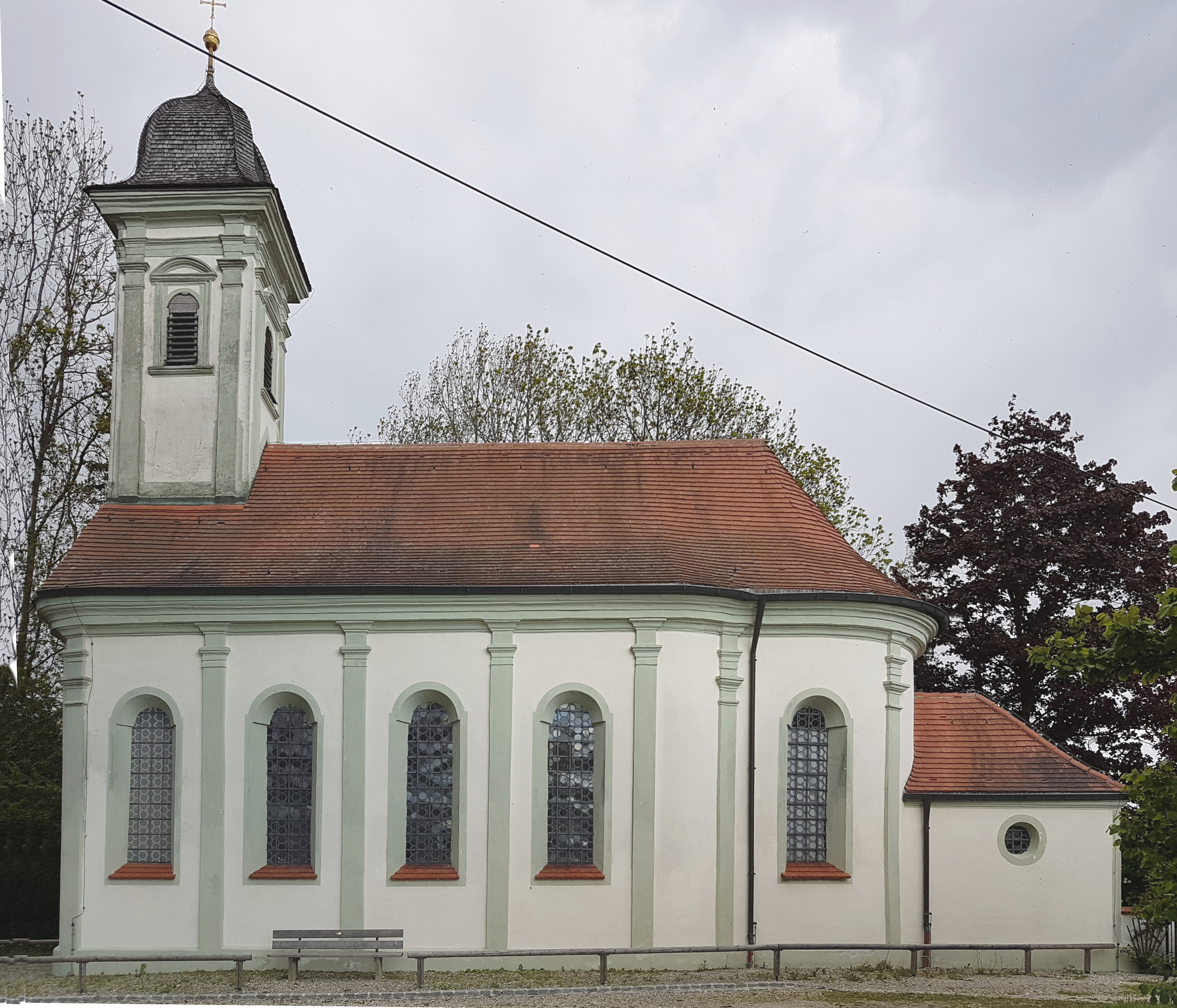
St. Koloman in Sankt Koloman

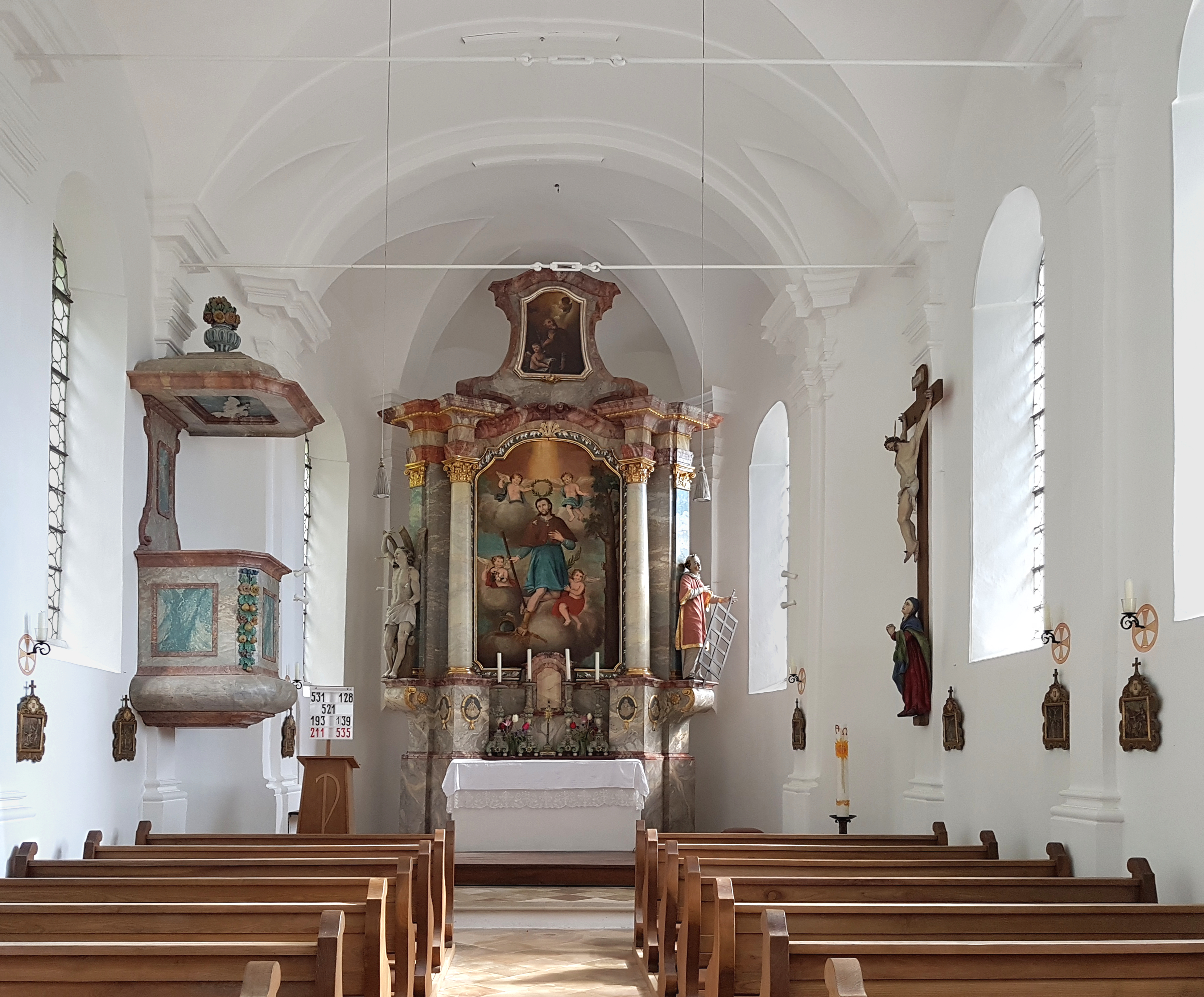
Innenraum

Die römisch-katholische Wallfahrtskirche St. Koloman steht in Sankt Koloman, einem Gemeindeteil von Wörth im oberbayerischen Landkreis Erding. Sie ist in der Liste der Baudenkmäler in Wörth unter der Nr. D-1-77-144-11 eingetragen. Die Kirche ist eine Filialkirche der Pfarrei St. Peter in Wörth (Pfarrverband Walpertskirchen im Dekanat Erding, Erzbistum München und Freising).

## Beschreibung
Die Saalkirche wurde 1718 nach einem Entwurf von Anton Kogler im Stil des Spätbarock erbaut. Sie wurde gestiftet von einem Bauern zur Sühne dafür, dass er einen Dieb ermordet hatte. Von 1717 bis 1809 war in Sankt Koloman eine Eremitenschule, wo ein Einsiedler den Kirchdienst versah und die Kinder der umliegenden Dörfer unterrichtete.
Das Langhaus zu vier Jochen und einem halbrund geschlossenen Chor ist nach Süden ausgerichtet und außen mit Pilastern gegliedert. An den Chor schließt südlich eine vorgebaute Sakristei an. Auf dem Satteldach des Langhauses erhebt sich im Norden ein quadratischer Dachreiter, der den Glockenstuhl enthält und mit einer Glockenhaube bedeckt ist. Der Innenraum des Langhauses ist mit einem Stichkappengewölbe überspannt.
Auf dem Gemälde im Altarretabel ist der heilige Koloman dargestellt, wie er nach seinem Tod, von zwei Engeln begleitet, auf einer Wolke schwebt. Zwei weitere Engel halten über seinem Kopf einen Lorbeerkranz als Zeichen für seinen Märtyrertod. Das Retabel wird von den Skulpturen des Sebastian (links) und des Laurentius von Rom (rechts) mit ihren Marterinstrumenten flankiert, den Pfeilen und dem glühenden Rost. 
Außen in einer Turmnische steht eine holzgeschnitzte Koloman-Figur in demütig kniender Haltung, zu Füßen die Märtyrerkrone.